# Barons du gaullisme
 (septembre 2018).
Si vous disposez d'ouvrages ou d'articles de référence ou si vous connaissez des sites web de qualité traitant du thème abordé ici, merci de compléter l'article en donnant les références utiles à sa vérifiabilité et en les liant à la section « Notes et références ».
Le terme « barons du gaullisme » est créé par Jean Daniel en 1963 dans Le Nouvel Observateur et désigne à l'origine un nombre restreint d’hommes politiques, fidèles de longue date du général de Gaulle.

## Histoire
À l'origine, les barons du gaullisme sont au nombre de cinq : Jacques Chaban-Delmas, Michel Debré, Jacques Foccart, Roger Frey et Olivier Guichard. Collaborateurs du général de Gaulle ou élus de ses différents partis (Rassemblement du peuple français, Union pour la nouvelle république), ils se réunissent régulièrement à la Maison de l'Amérique latine, à Paris, à l'occasion de déjeuners lors desquels ils discutent de la stratégie politique à adopter.
De nombreuses personnalités gaullistes gravitent autour du cercle des barons, ainsi Gaston Palewski, Jacques Soustelle, Louis Terrenoire (figure du gaullisme de gauche) mais aussi André Diethelm. Par la suite, plusieurs Premiers ministres vont s'associer aux barons, en raison de leurs responsabilités politiques nationales et de leur incarnation du gaullisme : Georges Pompidou, Maurice Couve de Murville, Pierre Messmer.
Plus les années passent, plus on a appelé « barons du gaullisme » les anciens du mouvement (par exemple Albin Chalandon, Alain Peyrefitte et Jacques Baumel). On peut aussi considérer André Malraux et Pierre Lefranc, qui sont les fondateurs de l'Institut Charles-de-Gaulle, après la mort du Général, comme des « barons du gaullisme », en tant que « légataires de la mémoire gaulliste ». 
Le 26 janvier 2001, Valeurs actuelles publie un article évoquant la réunion à la même table de deux douzaines de députés RPR, UDF et DL autour de trois « barons néo-gaullistes » : Alain Juppé, Édouard Balladur et Nicolas Sarkozy.
Le 9 novembre 2006, un article du Nouvel Observateur annonce que les barons du gaullisme ont fait le déplacement à Colombey-les-Deux-Églises pour assister à la cérémonie de la pose de la première pierre du mémorial Charles-de-Gaulle, au pied de la croix de Lorraine : Pierre Messmer, Pierre Mazeaud et Yves Guéna.